# مقاطعة غوتكي
مقاطعة غوتكي ((بالسندية: ضِلعو گھوٽڪي)‏؛ (بالأردوية: ضلع گھوٹکی)‏) هي إحدى مقاطعات إقليم السند الباكستانية ومقرها مدينة ميربور ماتيلو، وهي منطقة حدودية بين مقاطعة السند الشمالية والبنجاب في باكستان. قبل اعتمادها كمقاطعة في عام 1983، كانت جزءًا من منطقة سكور. وقد بلغ عدد سكانها 970،550 نسمة وفقًا لتعداد عام 1998، حيث يعيش 158500 (16.33٪) من هؤلاء السكان في المناطق الحضرية، و812.050 (83.67٪) يعيشون في المناطق الريفية.